# Menziesia
Menziesia es un género con 28 especies de plantas fanerógamas perteneciente a la familia Ericaceae.

## Taxonomía
El género  fue descrito por James Edward Smith y publicado en Plantarum Icones Hactenus Ineditae 3: pl. 56. 1791. La especie tipo es: Menziesia ferruginea A.Gray 

## Especies seleccionadas
- Menziesia aleutica Spreng.
- Menziesia bruckenthalii Baumg.
- Menziesia bryantha Sw.
- Menziesia caerulea Sw.
- Menziesia ciliicalyx Maxim.
- Menziesia daboeci DC.
- Menziesia empetriformis Sm.
- Menziesia ferruginea A.Gray
- Menziesia glabella A.Gray
- Menziesia glanduliflora Hook.
- Menziesia multiflora Maximowicz Image
- Menziesia pilosa